# Lucas Calderón
Lucas Calderón (La Plata, 30 de junio de 1998) es un exfutbolista profesional argentino que jugó como delantero y su último equipo fue el CA Bella Vista.

## Trayectoria
Lucas Calderón se fue en condición de jugador libre a Gimnasia y Esgrima La Plata en octubre de 2017, habiendo estado anteriormente en las divisiones inferiores de Estudiantes de La Plata.  
Después de formar parte del banco de suplentes en un partido de la Primera División Argentina 2017-18 contra Newell's Old Boys el 14 de mayo de 2018, Calderón hizo su debut profesional en la siguiente campaña de 2018-19 contra Godoy Cruz el 6 de octubre en el Estadio Juan Carmelo Zerillo. 
Para obtener continuidad, integra los equipos de Villa San Carlos, Cipolletti y Sportivo Las Parejas.
En mayo de 2024, y formando parte del plantel del club Bella Vista de Uruguay, decidió retirarse del fútbol para dedicarse al trabajo en el sector inmobiliario.   

## Vida personal
Lucas Calderón es hijo del exfutbolista José Luis Calderón.   